# Liste der Biografien/Pc
Liste der Biografien |
Portal Biografien |
Personensuche
# |
A |
B |
C |
D |
E |
F |
G |
H |
I |
J |
K |
L |
M |
N |
O |
P |
Q |
R |
S |
T |
U |
V |
W |
X |
Y |
Z |
?
 
Pa |
Pc |
Pe |
Pf |
Ph |
Pi |
Pj |
Pk |
Pl |
Pm |
Pn |
Po |
Pr |
Ps |
Pt |
Pu |
Pv |
Pw |
Py
Die Liste der Biografien führt alle Personen auf, die in der deutschsprachigen Wikipedia einen Artikel haben. Dieses ist eine Teilliste mit 4 Einträgen von Personen, deren Namen mit den Buchstaben „Pc“ beginnt.

## Pc
- PC (* 1994), brasilianischer Fußballspieler

### Pch
- Pchakadse, Koba (* 1984), georgischer Boxer
- Pchakadse, Omar (1944–1993), sowjetischer Bahnradsportler
- Pchakadse, Tamri (* 1957), georgische Schriftstellerin